# آنه-سوفی موتر
آنه-سوفی موتر یا آنه-زوفی موتر (به آلمانی: Anne-Sophie Mutter) (زادهٔ ۲۹ ژوئن ۱۹۶۳) نوازندهٔ ویولن اهل آلمان است.

## زندگی‌نامه
آنه-سوفی موتر در ۱۹۶۳ در راینفِلدِن ایالت بادن-وورتمبرگ آلمان به‌دنیا آمد. او از پنج‌سالگی پیانو و کمی بعد ویولن می‌نواخت. تحصیل در مدرسه را برای ادامهٔ کار موسیقی رها کرد و در سیزده‌سالگی هربرت فون کارایان، رهبر ارکستر نامدار، از او خواست که با ارکستر فیلارمونیک برلین بنوازد. در پانزده‌سالگی نخستین ضبط او منتشر شد که دو کنسرتو ویولن از موتسارت با ارکستر فیلارمونیک برلین به رهبری کارایان بود.
در سال ۱۹۸۰ نخستین اجرای خود در آمریکا را با ارکستر فیلارمونیک نیویورک و به رهبری زوبین مهتا برگزار کرد.
با اینکه مجموعه آثاری که آنه-سوفی موتر می‌نوازد گسترده است، تخصص او در اجرای آثار آهنگسازان مدرن است.
او دو بار ازدواج کرده‌است. با شوهر اولش، دِتلِف ووندِرلیش، در ۱۹۸۹ ازدواج کرد. ووندِرلیش در ۱۹۹۵ بر اثر سرطان درگذشت. او از شوهر اولش دو فرزند به نام‌های آرابِلا و ریشارد دارد. آنه-سوفی با شوهر دوم خود، آهنگساز و پیانیست مشهور، آندره پره‌وین، در سال ۲۰۰۲ ازدواج کرد و بعد از حدود چهار سال زندگی مشترک در مونیخ، در ۲۰۰۶ جدا شدند. موتر و پره‌وین، بعد از جدایی، همچنان در زمینهٔ موسیقی با هم همکاری می‌کردند.

## جوایز، نشان‌ها و افتخارات
آنه-سوفی موتر تاکنون برندهٔ چندین جایزهٔ معتبر موسیقی و همچنین نشان‌ها و افتخارات گوناگون شده‌است؛ ازجمله، چهار بار جایزهٔ گرَمی (۱۹۹۴، ۱۹۹۹، ۲۰۰۰، ۲۰۰۵) برده‌است.

برخی دیگر از نشان‌هایی که موتر دریافت کرده‌است:
- نشان افتخارِ بادن-وورتمبرگ (۱۹۹۹)
- صلیب دانش و هنر اتریش (۱۹۹۹)
- جایزهٔ زونینگ (دانمارک، ۲۰۰۱)
- جایزهٔ موسیقی هربرت فون کارایان (بادن-بادن، ۲۰۰۳)
- نشانِ «شوالیهٔ هنر و ادبیات» فرانسه (۲۰۰۵)
- جایزهٔ موسیقی ارنست فون زیمِنس (آلمان، ۲۰۰۸)
- نشانِ لژیون دونور فرانسه (۲۰۰۹)
- جایزهٔ مندلسون (در بخش موسیقی) (لایپزیگ، ۲۰۰۹)
- جایزهٔ اِکو کلاسیک (آلمان، دو بار: ۲۰۰۹، ۲۰۱۴)
- دکتریِ افتخاری از دانشگاه فنی و علوم طبیعی نروژ (۲۰۱۰)
- نشان افتخار شایستگی جمهوری فدرال آلمان (درجهٔ یک) (۲۰۱۱)
- عضو افتخاریِ آکادمی سلطنتی موسیقی (بریتانیا)
- جایزهٔ انجمن موسیقی برامس (شلسویگ-هولشتاین، ۲۰۱۱)
- عضو افتخاریِ خارجیِ فرهنگستان هنر و علوم آمریکا (آوریل ۲۰۱۳)
- جایزهٔ بنیاد فرهنگیِ دورتموند (آلمان)
- نشان افتخار باواریا
- نشان افتخاریِ شهر مونیخ
- جایزهٔ اریش فروم به‌پاسِ فعالیت‌های اجتماعیِ وی
- یازدهمین جایزهٔ یِهودی مِنوهین (بنیادِ آلبِنیس)
- مدال طلای افتخارِ هنرهای زیبا (اسپانیا)[۱]